# Saâne-Saint-Just
Saâne-Saint-Just település Franciaországban, Seine-Maritime megyében. Lakosainak száma 137 fő (2022. január 1.). Saâne-Saint-Just Val-de-Saâne, Auzouville-sur-Saâne, Biville-la-Rivière, Gonnetot, Royville, Saint-Laurent-en-Caux, Saint-Ouen-le-Mauger, Sassetot-le-Malgardé és Le Torp-Mesnil községekkel határos.

## Népesség
A település népessége az elmúlt években az alábbi módon változott:
| Lakosok száma | 157  | 158  | 162  | 159  | 153  | 146  | 139  | 140  | 137  |
|               | 2013 | 2015 | 2016 | 2017 | 2018 | 2019 | 2020 | 2021 | 2022 |